# Stanisław Królak

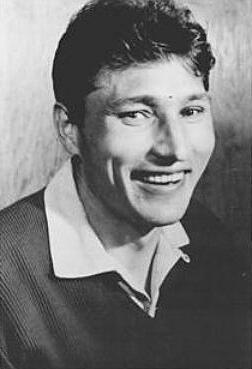
Stanisław Królak im Jahr 1961

Stanisław Królak (* 26. Januar 1931 in Warschau; † 31. Mai 2009 ebenda) war ein polnischer Radrennfahrer. Er war der erste polnische Sieger der Internationalen Friedensfahrt und gilt als eines der bekanntesten Gesichter des polnischen Straßenradsports.

## Leben
Królak war in seiner  Laufbahn im Dienst von  zwei Radklubs,  Sarmata und Legia Warschau, beide aus Warschau. Bis 1956 stellte die Volksrepublik Polen keinen Gewinner der Friedensfahrt. Polnische Radrennfahrer feierten zwar Tagessiege aber in der Gesamtwertung waren sie nicht siegreich. Erst 1956 konnte Królak die Friedensfahrt für sich entscheiden. Damit leitete er gleichzeitig einen riesigen Radsport-Boom in Polen ein. Erst nach 14 Jahren gelang  Ryszard Szurkowski wieder ein polnischer Sieg. 
Fünf Jahre nach seinem Prager Erfolg bestand er eine Schlussprüfung auf der Sportakademie in Warschau und konnte seitdem als Trainer tätig sein, nachdem er ursprünglich den Beruf des Elektrikers erlernt hatte. In dieser Funktion arbeitete er für die Vereine Gwardia Warschau, Legia Warschau, Polonia Warschau, Sarmata und Spójnia. Ein Jahr vor seinem Tode wurde ihm 2008 der Offiziersorden verliehen.

## Erfolge

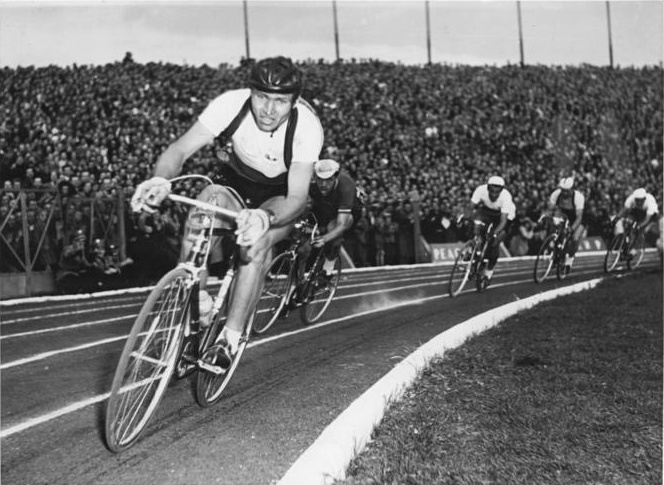
Krolak 1955 bei einer Zielankunft

1956 erhielt Królak das gelbe Trikot des Gesamtführenden unter dramatischen Umständen. Auf der Etappe von Leipzig nach Karl-Marx-Stadt (heute Chemnitz) musste das Peloton dreimal die berüchtigte und gefürchtete „Steile Wand von Meerane“ in Angriff nehmen. Einige Radrennfahrer mussten sogar wegen der enormen Steigung vom Rad absteigen. Zusammen mit dem Rumänen Constantin Dumitrescu startete er eine Aufholjagd zum Italiener Aurelio Cestari, der sich einen 3-Minuten-Vorsprung herausgefahren hatte. 
Królak hat außer seinem Friedensfahrterfolg noch andere Topergebnisse vorzuweisen. Drei Mal ging er bei den Radweltmeisterschaften der Amateure an den Start (1953, 1955 und 1958). Siebenmal fuhr er die Friedensfahrt (1953, 1954, 1955, 1956, 1958 und 1961) und fünfmal die Tour de Pologne (1953, 1955, 1956, 1958 und 1960). Außerdem war er mehrmaliger polnischer Straßen-, Berg- und Cyclocross-Meister. 1958, gewann er die Masuren-Rundfahrt (Dookoła Mazowsza) über 7 Etappen. 1961 nahm er an der ersten Tour de France für Amateure teil, der Tour de l’Avenir.